# 行列環
抽象代数学において、行列環 (matrix ring) は、行列の加法および行列の乗法のもとで環をなす、行列の任意の集まりである。環を成分に持つ n×n 行列全体の集合や無限次行列環 (infinite matrix ring) をなす無限次行列のある部分集合は行列環である。これらの行列環の任意の部分環もまた行列環である。
R が可換環のとき、行列環 Mn(R) は行列多元環 (matrix algebra) と呼ばれる結合多元環である。この状況において、M が行列で r が R の元であれば、行列 Mr は行列 M の各成分に r をかけたものである。
行列環は単位元をもたない環R上でも作ることができるが、ここでは終始 R は単位元 1 ≠ 0 をもつ結合的環であると仮定する。

## 例
- 任意の環 R 上のすべての n×n 行列からなる集合。 Mn(R) あるいは Matn(R) や Rn×n と表記される。これは通常「n 次全行列環」(full ring of n by n matrices) と呼ばれる。これらの行列は自由加群 Rn の自己準同型を表す。

- 環上のすべての上（あるいは下）三角行列のなす集合。

- R が単位元をもつ任意の環であれば、右 R 加群としての {\displaystyle \textstyle M=\bigoplus _{i\in I}R} の自己準同型環は列有限行列 (column finite matrices) の環  {\displaystyle \mathbb {CFM} _{I}(R)\,} と同型である。その成分は {\displaystyle I\times I} で添え字づけられており、その各列は 0 でない成分を有限個しか含まない。M の左 R 加群としての自己準同型を考えると類似の対象、各行が 0 でない成分を有限個しか含まない行有限行列 (row finite matrices) {\displaystyle \mathbb {RFM} _{I}(R)} を得る。

- R がノルム環であれば、直前の例の行あるいは列の条件は弱めることができる。そのノルムによる絶対収束列を有限和の代わりに使うことができる。例えば、列の和が絶対収束列である行列は環をなす。もちろんアナロガスに、行の和が絶対収束列である行列も環をなす。このアイデアは例えばヒルベルト空間#ヒルベルト空間上の線型作用素の作用素を表現するために使うことができる。

- 行と和が有限な行列環の共通部分もまた環をなし、{\displaystyle \mathbb {RCFM} _{I}(R)\,} と表記できる。

- 2×2実行列 の多元環 M2(R) は非可換結合多元環の簡単な例である。四元数と同じく R 上 4 次元であるが、四元数とは異なり、行列単位の積 E11E21 = 0 からわかるように、零因子をもち、したがって可除環ではない。その可逆元は正則行列でありそれらは群、一般線型群 GL(2, R) をなす。

- R が可換環であれば、行列環は R 上 *-algebra の構造をもつ、ただし Mn(R) 上の対合 (involution) * は行列の転置である。

- 複素行列多元環 Mn(C) だけが、同型を除いて、複素数体 C 上の単純結合多元環である。n = 2 に対して、行列多元環 M2(C) は 角運動量 の理論で重要な役割を果たす。それは単位行列と3つのパウリ行列によって与えられる代わりの基底をもつ。M2(C) は biquaternion の形式による初期の抽象代数学の舞台であった。

- 体上の行列環は積のトレース σ(A, B) = tr(AB) で与えられるフロベニウス形式をもったフロベニウス多元環である。

## 構造
- 行列環 Mn(R) はランク n の自由 R-加群の自己準同型環と同一視できる、Mn(R) ≅ EndR(Rn)。行列の乗法の手順はこの自己準同型環における自己準同型の合成にさかのぼることができる。

- 可除環 D 上の環 Mn(D) はアルティン的単純環、半単純環の特別なタイプである。環 {\displaystyle \mathbb {CFM} _{I}(D)} と {\displaystyle \mathbb {RFM} _{I}(D)} は集合 {\displaystyle I\,} が無限であれば単純でなくアルティンでない。しかしながら、それらはなお full linear ring である。

- 一般に、すべての半単純環は可除環上の全行列環、これは異なる可除環と異なるサイズをもつかもしれない、の有限直積に同型である。この分類はアルティン・ウェダーバーンの定理によって与えられる。

- Mn(R) の両側イデアルと R の両側イデアルの間には一対一の対応がある。すなわち、R の各イデアル I に対して、成分を I にもつすべての n×n 行列の集合は Mn(R) のイデアルであり、Mn(R) の各イデアルはこのように生じる。これが意味するのは、Mn(R) が単純環であることと R が単純環であることは同値である。n ≥ 2 に対して、Mn(R) のすべての左あるいは右イデアルが前の構成によって R の左または右イデアルから生じるわけではない。例えば、2列目から n 列目まですべて 0 の行列の集合は Mn(R) の左イデアルをなす。

- 上のイデアルの対応は実は環 R と Mn(R) は森田同値であるという事実から生じる。雑に言えば、これが意味するのは、左 R 加群の圏と左 Mn(R) 加群の圏は非常に似ている。このために、左 R-加群と左 Mn(R)-加群の 同型類 の間と、R の左イデアルと Mn(R) の同型類の間には、自然な全単射の対応が存在する。同様のステートメントは右加群と右イデアルに対しても成り立つ。森田同値を通して、Mn(R) は森田不変な R のどんな性質も引き継ぐ。例えば、単純、アルティン、ネーター、素、そして森田同値の記事において与えられているように多数の他の性質。

## 性質
- 行列環 Mn(R) が可換であることと n = 1 かつ R が可換であることは同値である。実は、これは上三角行列の部分環に対しても正しい。交換しない 2×2 行列（実は上三角行列）の例を挙げよう。

{\displaystyle {\begin{bmatrix}1&0\\0&0\end{bmatrix}}{\begin{bmatrix}1&1\\0&0\end{bmatrix}}={\begin{bmatrix}1&1\\0&0\end{bmatrix}}\,}
{\displaystyle {\begin{bmatrix}1&1\\0&0\end{bmatrix}}{\begin{bmatrix}1&0\\0&0\end{bmatrix}}={\begin{bmatrix}1&0\\0&0\end{bmatrix}}\,}
この例は容易に n×n 行列に一般化される。
- n ≥ 2 に対して、行列環 Mn(R) は零因子と冪零元をもち、再び、同じことは上三角行列に対しても言える。2×2 行列における例は

{\displaystyle {\begin{bmatrix}0&1\\0&0\end{bmatrix}}{\begin{bmatrix}0&1\\0&0\end{bmatrix}}={\begin{bmatrix}0&0\\0&0\end{bmatrix}}\,}
- 環 R 上の行列環の中心は単位行列のスカラー倍の行列からなる、ただしスカラーは R の中心に属す。

- 線型代数学において、体 F 上 Mn(F) は任意の2つの行列 A と B に対して AB = 1 ならば BA = 1 という性質（デデキント有限性）をもつことに言及される。しかしこれは任意の環 R に対しては正しくない。行列環がすべてその性質をもつような環 R は stably finite ring と呼ばれる(Lam 1999, p. 5)。

## 対角部分環
D を行列環 Mn(R ) の対角行列全体の集合、すなわち 0 でない成分があればすべて主対角線上にあるような行列全体の集合とする。すると D は行列の加法と行列の乗法で閉じており、単位行列を含むので、それは Mn(R ) の部分多元環である。
R 上の多元環として、D は R の n 個のコピーの直積に同型である。それは次元 n の自由 R-加群である。D の冪等元は対角成分が 0 か 1 であるような対角行列である。

### 例
R が実数体のとき、M2(R ) の対角部分環は分解型複素数 (split-complex number) に同型である。R が複素数体のとき、対角部分環は bicomplex numbers に同型である。R = ℍ, 四元数の可除環であれば、対角部分環は split-biquaternions の環に同型であり、1873 に William K. Clifford によって示されている。